# Luísa Marilac
Luísa Marilac da Silva (Além Paraíba, 6 de maio de 1978) é uma youtuber, comunicadora, escritora e ativista LGBT brasileira. Em 2010, ficou conhecida quando um vídeo em que ela apareceu na piscina de um hotel tornou-se viral na internet. Frases ditas na ocasião rapidamente tornaram-se memes na internet, sendo lembradas até os dias atuais. Após tornar-se figura pública, Marilac participou de diversos programas de TV, nos quais relatou sua trajetória de vida e de luta contra o preconceito.
Em 2019, teve sua biografia lançada sob o título Eu, travesti, escrita por Nana Queiroz. Nele, foi narrada a busca de Marilac pela superação de traumas associados ao processo de transição de gênero, enfrentado quando pertencia a uma família conservadora e escassa em recursos financeiros. Nos escritos, revelou-se ter sido Marilac vítima de tráfico humano, entre outros tipos de violências ligadas à sobrevivência em atividades de prostituição. Quando do lançamento da obra, a ativista foi descrita pela colunista Bárbara Pereira, do jornal O Estado de S. Paulo, como sinônimo de força, positividade e superação.

## Carreira

### 2010-2015
As falas do vídeo de 2010 de Luisa Marilac se tornaram bordões famosos no Brasil, sendo repercutidos em diálogos de telenovelas e em alguns gibis da Turma da Mônica, dentre eles estão: "Nesse verão eu decidi fazer algo de diferente…", "Tomando os meus bons drink", "E teve boatos que eu ainda estava na pior" e "Se isso é tá na pior, porra! Que quer dizer tá bem?".
Em 2015, Luisa Marilac lançou um vídeo em protesto contra os assassinatos de travestis. No mesmo ano começou a trabalhar como escritora para a revista AzMina.

### 2016-presente
Em uma entrevista para o jornal O Globo, em dezembro de 2018, anunciou que iria lançar sua primeira autobiografia, "Eu, travesti", em abril de 2019. O livro foi escrito com o suporte da jornalista Nana Queiroz. Tornou-se um sucesso na pré-venda e ficou entre os mais vendidos.
Após Nego do Borel dizer um comentário transfóbico para a ativista em uma rede social em janeiro de 2019, Luisa Marilac sugeriu que o cantor assinasse um acordo em prol da militância LGBT, em vez de pagar uma indenização monetária. Como parte do acordo de reconciliação, Nego do Borel jantou com Luisa Marilac após a repercussão do caso. Em entrevista, Marlilac afirmou ter perdido contratos em razão da polêmica com o cantor.
Após sua entrevista no The Noite com Danilo Gentili ser transmitida no SBT em 16 de abril de 2019, Luisa Marilac foi criticada na internet, pois o apresentador Danilo Gentili votou em Jair Bolsonaro (ver Controvérsias envolvendo Jair Bolsonaro). A ativista respondeu nos stories do Instagram: 
"Existem formas e formas de combater o preconceito, a intolerância. Eu tenho a minha forma de combater mostrando a realidade, discutindo, debatendo (...) Sempre lutei pelo meu direito de ir e vir, pelo meu direito de poder entrar em um bar, comprar alguma coisa, pelo respeito do ser humano em relação a mim. E sei que, automaticamente, lutando pelos meus direitos, estou lutando pelos direitos de muitas travestis. Sempre me senti sozinha no meio LGBT, sempre fui independente. Agora que tenho uma notoriedade, uma visibilidade, a bandeira vem cobrar de mim? Vocês não têm que cobrar nada de mim. Vocês tinham que ter me ajudado em vários momentos que precisei e não ajudaram. Ponham-se no lugar de vocês. Menos."
Em entrevista à Regina Volpato, Luísa Marilac disse que gostaria de trabalhar com Caco Barcellos no Profissão Repórter.  Em agosto de 2019, Luísa Marilac participou de um evento LGBTQ na Bienal do Livro do Rio de Janeiro. Em outubro de 2019 participou de um podcast promovido pela Folha de S.Paulo, que aborda a cobertura da mídia sobre pautas LGBT.
Atualmente, Luisa se dedica a produção de conteúdos em suas redes sociais, de forma gratuita e por meio pago por apoiadores em acesso restrito e exclusivo à assinantes. Luisa mantém frequência semanal em suas produções abordando assuntos comuns do cotidiano. Aborda também sobre relacionamentos, tutorias de maquiagem, saúde e bem estar, cuidados com animais domésticos, entrevistas com convidados, histórias da vida jovem adulta na Europa e principalmente assuntos relativos à vivência e desafios da vida transexual no Brasil, em especial na capital paulista. Apesar de não frequentar nenhuma religião, Luisa se denomina devota à Nossa Senhora Aparecida.

## Filmografia

### Telefilme
| Ano | Título                | Papel        | Nota                      | Ref    |
| --- | --------------------- | ------------ | ------------------------- | ------ |
| -   | A Bonequinha da Mamãe | participação | dirigido por Beto Ribeiro | [ 22 ] |
| -   | Entre Mortos e Vivos  | participação | dirigido por Beto Ribeiro | [ 22 ] |

### Televisão
| Ano  | Título                        | Papel                                      | Nota                                                    | Ref    |
| ---- | ----------------------------- | ------------------------------------------ | ------------------------------------------------------- | ------ |
| 2011 | Superpop                      | ela mesma                                  | entrevista transmitida em 19 de maio                    | [ 23 ] |
| 2011 | Eliana                        | participação no quadro Famosos da internet | transmitido em 22 de maio                               |        |
| 2011 | Provocações                   | ela mesma                                  | entrevista transmitida em 28 de junho                   | [ 24 ] |
| 2011 | MTV Video Music Brasil - VMB  | ela mesma/participação                     |                                                         | [ 25 ] |
| 2011 | Pânico na Tv                  | ela mesma/participação                     | 10 de julho                                             |        |
| 2011 | Teleton Brasil                | ela mesma                                  |                                                         | [ 26 ] |
| 2015 | Balanço Geral                 | ela mesma                                  | entrevista transmitida em 14 de janeiro                 | [ 27 ] |
| 2015 | Agora É Tarde                 | ela mesma                                  | entrevista transmitida em 24 de março                   | [ 28 ] |
| 2016 | Ponto de Vista 99             | ela mesma                                  | 6 de abril (TV Câmara de Guarulhos)                     | [ 29 ] |
| 2019 | The Noite com Danilo Gentili  | ela mesma                                  | entrevista transmitida em 16 de abril                   | [ 1 ]  |
| 2022 | Encontro com Fátima Bernardes | Ela mesma                                  | (GLOBO) Entrevista transmitida em 1 de Dezembro de 2022 | [ 30 ] |

### Internet e rádio
| Ano  | Título         | Papel      | Nota    | Ref    |
| ---- | -------------- | ---------- | ------- | ------ |
| 2019 | Regina Volpato | ela mesma  | Youtube | [ 19 ] |
| 2019 | Rádio Globo    | entrevista |         | [ 31 ] |
| 2019 | Pânico         | entrevista |         | [ 32 ] |

## Livros
- 2017: "Mundo Estranho", da Editora Abril. Luísa Marilac é listada como um dos maiores memes do Brasil[33]
- 2019: "Eu, travesti: Memórias de Luísa Marilac", biografia escrita por Luísa Marilac